# Centrocestus kurokawai
Centrocestus kurokawai ist ein zu den Saugwürmern gehörender Parasit aus der Familie Heterophyidae. Natürlicher Endwirt ist vermutlich der Mensch, auch Hunde und Nagetiere lassen sich experimentell anstecken. Er wurde bislang nur in Japan nachgewiesen.

## Merkmale
Adulte sind 0,35–0,51 mm lang und 0,18–0,23 mm breit. Der für Centrocestus typische Dornenkranz um die Mundöffnung besteht aus 38 bis 40 Dornen.

## Lebenszyklus
Die Entwicklung verläuft vermutlich wie bei allen Heterophyidae über zwei Zwischenwirte (Schnecken und Süßwasserfische), die allerdings nicht im Detail bekannt sind. Der Endwirt scheidet die Eier mit dem Kot aus. Sie sind 33–40 × 17–21 µm groß.